# Cư Văn Quân
Cư Văn Quân (tiếng Trung: 居文君; bính âm: Jū Wénjūn; sinh 31 tháng 1 năm 1991) là một đại kiện tướng cờ vua Trung Quốc. Cô là nhà vô địch cờ vua nữ thế giới thứ 17 trong lịch sử, đồng thời là đương kim vô địch cờ vua nữ thế giới với 5 lần vô địch liên tiếp vào các năm 2018, 2020, 2023, 2025.

## Sự nghiệp

### Giải đấu cá nhân
Tháng 12 năm 2004, Cư xếp hạng ba tại Giải vô địch cờ vua châu Á ở Beirut. Kết quả này giúp cô tham dự Giải vô địch cờ vua nữ thế giới đầu tiên năm 2006.
cô vô địch quốc gia các năm 2010 và 2014. Tháng 7 năm 2011 cô vô địch Giải cờ vua đại kiện tướng nữ Hàng Châu, bất bại với điểm số 6½/9, xếp trên đương kim vô địch thế giới Hầu Dật Phàm. Vào tháng 10 năm 2011 cô giành ngôi á quân tại giải FIDE Women's Grand Prix 2011-2012 tại Nalchik với 7/11 điểm; hiệu suất thi đấu ở giải này đủ để cô có được chuẩn thứ ba, cũng là chuẩn đại kiện tướng cuối cùng. Tuy nhiên, một trong ba chuẩn thiếu chữ ký xác nhận của trọng tài, do vậy đã làm cô không được công nhận danh hiệu đại kiện tướng.
Từ 18 tháng 6 đến 2 tháng 7 năm 2014, tại giải đấu thứ năm của chuỗi giải FIDE Women's Grand Prix 2013–14 tổ chức tại Lopota, Gruzia, cô đồng hạng nhì với Elina Danielian, đạt 7/11 điểm cùng chuẩn GM thứ tư. Ở vòng 6 của hệ thống giải FIDE Women's Grand Prix 2013–14 tổ chức ở Sharjah, Các tiểu vương quốc Ả Rập thống nhất, từ 24 tháng 8 đến 7 tháng 9 năm 2014, cô cùng với Hầu Dật Phàm có số điểm 8.5/11, nhưng thắng nhờ trận gỡ hòa.
Tháng 11 năm 2014, FIDE phong danh hiệu đại kiện tướng cho Cư trong đợt trao danh hiệu tại cuộc họp Đoàn chủ tịch tại Sochi, Nga. Lúc được phong danh hiệu thì Cư đã có 6 chuẩn đại kiện tướng, trở thành nữ đại kiện tướng thứ 31 trong lịch sử. Cũng trong năm 2014, cô đồng vô địch với Lôi Đĩnh Tiệp tại Giải kiện tướng nữ Trung Quốc lần thứ tư ở Vô Tích.
Tháng 2 năm 2016, Cư vô địch giải Tehran nằm trong hệ thống giải FIDE Women's Grand Prix 2015–16. Cùng với chiến thắng ở giải đấu cuối cùng của chuỗi Grand Prix ở Khanty-Mansiysk, Nga, cô xếp thứ nhất trong bảng xếp hạng của chuỗi giải và trở thành nhà thách đấu trong trận đấu tranh ngôi ở Giải vô địch cờ vua nữ thế giới 2018. Năm 2017, Cư vô địch giải vô địch cờ nhanh nữ thế giới tại Riyadh, Ả Rập Xê Út.

### Giải vô địch thế giới
Sau lần đầu tham dự Giải vô địch thế giới loại trực tiếp năm 2006, Cư Văn Quân liên tục giành quyền tham dự giải vô địch cờ vua nữ thế giới loại trực tiếp các năm 2008, 2010, 2012, 2015 và 2017. Thành tích cao nhất của cô vào năm 2012 khi lọt vào đến bán kết, côu thua trước người sau này là nhà vô địch giải đấu Ushenina.
Trong trận đấu tranh ngôi vô địch thế giới năm 2018 gặp Đàm Trung Di với tư cách nhà thách đấu, Cư Văn Quân đã thắng chung cuộc với tỉ số 5,5–4,5 sau 10 ván đấu, trở thành nữ hoàng cờ vua thứ 17 trong lịch sử.

### Giải đấu đồng đội
Cư Văn Quân khoác áo đội tuyển nữ Trung Quốc từ năm 2008. cô cùng đội tuyển giành các chức vô địch tại Olympiad cờ vua lần thứ 42 năm 2016, Giải vô địch cờ vua đồng đội thế giới năm 2009 và 2011, Giải cờ vua đồng đội châu Á 2012, 2014 và 2016 và Đại hội thể thao châu Á 2010.
Năm 2013, cô giành huy chương bạc cùng đội Thượng Hải ở Giải vô địch cờ vua các thành phố châu Á ở Dubai.
cô thi đấu cho câu lạc bộ cờ Thượng Hải tại Giải cờ vua đồng đội Trung Quốc.